# Steve Coogan
Stephen John Coogan, detto Steve (Middleton, 14 ottobre 1965), è un attore, comico, produttore televisivo e doppiatore britannico.
Nel 2014 ha ottenuto due candidature agli Oscar per il miglior film e la migliore sceneggiatura non originale per Philomena, di cui è anche il co-protagonista. Nello stesso anno ha vinto il BAFTA sempre per la sceneggiatura di Philomena.

## Biografia
Nasce a Greater Manchester in una numerosa famiglia cattolica irlandese, ha otto tra fratelli e sorelle. Diplomandosi al Manchester Polytechnic School of Theatre, inizia la sua carriera lavorando come comico e mimo. In breve tempo diventa uno dei volti più noti della BBC, grazie alle sue imitazioni e ai suoi personaggi comici. Su tutti spicca quello del logorroico cronista sportivo Alan Partridge, che ha dato vita a svariati film televisivi e due serie TV, la prima Knowing Me, Knowing You... with Alan Partridge (che prende il titolo da un noto brano degli ABBA) andata in onda dal 1994 al 1995, la seconda I'm Alan Partridge, andata in onda dal 1997 al 2002.

### Carriera cinematografica
Nel 2002 è protagonista del film di Michael Winterbottom 24 Hour Party People, nel 2004 è protagonista al fianco di Jackie Chan de Il giro del mondo in 80 giorni, versione cinematografica che mischia azione e commedia del classico di Jules Verne, nel stesso anno la sua verve comico lo fa diventare uno dei primi candidati al ruolo di Peter Sellers nel film biografico a lui dedicato Tu chiamami Peter, ruolo poi assegnato a Geoffrey Rush. Nel 2003 viene diretto da Jim Jarmusch in Coffee and Cigarettes.
Nel 2005 lavora nuovamente per Winterbottom in A Cock and Bull Story, l'anno seguente è protagonista di The Alibi, si ritaglia il ruolo dell'Ambasciatore de Mercy in Marie Antoinette di Sofia Coppola. Sempre nel 2006 impersona un Ottavio in miniatura nella commedia Una notte al museo, ruolo che riprende nei sequel Una notte al museo 2 - La fuga e Una notte al museo 3 - Il segreto del faraone. Tra gli altri film a cui ha preso parte vi sono Hamlet 2, Las Vegas - Terapia per due e Tropic Thunder.
Ha poi interpretato il dio Ade in Percy Jackson e gli dei dell'Olimpo - Il ladro di fulmini.
Nel 2013 è co-protagonista con Judi Dench nella pellicola Philomena del regista Stephen Frears, nel ruolo di Martin Sixsmith.
Nel 2016 prende parte al film Pastori e macellai con Andrea Riseborough.
Nel 2018 ridà vita al personaggio di Stan Laurel, interpretandolo nel film Stanlio & Ollio.

### Controversie
Nell'agosto del 2007, dopo il tentato suicidio dell'attore Owen Wilson, il New York Post ha riportato di un coinvolgimento dell'attore nella vicenda, che avrebbe fornito droghe pesanti a Wilson. La cantante Courtney Love si scagliò contro l'attore britannico, dichiarando: Ero appena uscita dalla riabilitazione, e lui era lì con la droga. Ho cercato di mettere in guardia Owen. Ho cercato di mettere in guardia i suoi amici. Spero dal profondo del mio cuore che Owen rimanga lontano da quel tizio. Coogan si è difeso negando ogni accusa e offrendo il suo sostegno all'amico Owen Wilson.

### Vita privata
Il fratello Brendan è stato presentatore di Top Gear, un altro fratello, Martin, è stato leader e cantante dei The Mock Turtles, una band indie rock dei primi anni novanta. I tabloid scandalistici britannici si sono molto occupati delle sue vicende personali, nell'agosto del 2005 la rock star Courtney Love dichiarò di attendere un figlio da Coogan, la notizia è stata riportata un mese dopo la fine del matrimonio di Coogan con Caroline Hickman.
Attualmente l'attore vive a Brighton, per stare vicino alla figlia Clare, avuta da una precedente relazione con l'avvocatessa Anna Cole.

## Filmografia parziale

### Attore

#### Cinema
- La chiave magica (The Indian in the Cupboard), regia di Frank Oz (1995)
- Il vento nei salici (The Wind in the Willows/Mr. Toad's Wild Ride), regia di Terry Jones (1996)
- Amori e vendette (The Revengers' Comedies) (1998)
- Un'insolita missione (The Parole Officer), regia di John Duigan (2001)
- 24 Hour Party People, regia di Michael Winterbottom (2002)
- Coffee and Cigarettes, regia di Jim Jarmusch (2003)
- Il giro del mondo in 80 giorni (Around the World in 80 Days), regia di Frank Coraci (2004)
- Happy Endings, regia di Don Roos (2005)
- A Cock and Bull Story, regia di Michael Winterbottom (2005)
- The Alibi, regia di Matt Checkowski, Kurt Mattila (2006)
- Marie Antoinette, regia di Sofia Coppola (2006)
- Una notte al museo (Night at the Museum), regia di Shawn Levy (2006)
- Hot Fuzz, regia di Edgar Wright (2007)
- Hamlet 2, regia di Andrew Fleming (2008)
- Las Vegas - Terapia per due (Finding Amanda), regia di Peter Tolan (2008)
- Tropic Thunder, regia di Ben Stiller (2008)
- What Goes Up, regia di Jonathan Glatzer (2009)
- Una notte al museo 2 - La fuga (Night at the Museum 2: Battle of the Smithsonian), regia di Shawn Levy (2009)
- Percy Jackson e gli dei dell'Olimpo - Il ladro di fulmini (Percy Jackson & the Olympians: The Lightning Thief), regia di Chris Columbus (2010)
- I poliziotti di riserva (The Other Guys), regia di Adam McKay (2010)
- Quell'idiota di nostro fratello (Our Idiot Brother), regia di Jesse Peretz (2011)
- Ruby Sparks, regia di Jonathan Dayton e Valerie Faris (2012)
- Quel che sapeva Maisie (What Maisie Knew), regia di Scott McGehee e David Siegel (2012)
- The Look of Love, regia di Michael Winterbottom (2013)
- Alan Partridge: Alpha Papa, regia di Declan Lowney (2013)
- Philomena, regia di Stephen Frears (2013)
- Notte al museo - Il segreto del faraone (Night at the Museum: Secret of the Tomb), regia di Shawn Levy (2014)
- Pastori e macellai (Shepherds and Butchers), regia di Oliver Schmitz (2016)
- L'eccezione alla regola (Rules Don't Apply), regia di Warren Beatty (2016)
- Mindhorn, regia di Sean Foley (2016)
- The Dinner, regia di Oren Moverman (2017)
- L'unica (Irreplaceable You), regia di Stephanie Laing (2018)
- A Modern Family (Ideal Home), regia di Andrew Fleming (2018)
- Stanlio & Ollio (Stan & Ollie), regia di Jon S. Baird (2018)
- Holmes & Watson - 2 de menti al servizio della regina (Holmes & Watson), regia di Etan Cohen (2018)
- Il professore e il pazzo (The Professor and the Madman), regia di Farhad Safinia (2019)
- Greed - Fame di soldi (Greed), regia di Michael Winterbottom (2019)
- The Trip to Greece, regia di Michael Winterbottom (2020)
- The Lost King, regia di Stephen Frears (2022)
- Joker: Folie à Deux, regia di Todd Phillips (2024)

#### Televisione
- The Trip - serie TV, 18 episodi (2010-2017)
- Happyish - serie TV, 10 episodi (2015)
- Zapped - serie TV, 1 episodio (2016)

### Doppiatore
- Robbie la renna - Zoccoli di fuoco (Robbie The Reindeer: Hooves of fire), regia di Richard Goleszowski (1999)
- Robbie la renna - La leggenda della tribù perduta (Robbie The Reindeer: Legend of The Lost Tribe), regia di Peter Peake (2002)
- Ella Enchanted - Il magico mondo di Ella (Ella Enchanted), regia di Tommy O'Haver (2004)
- Sansone (Marmaduke), regia di Tom Dey (2010)
- I Simpson (The Simpsons) - serie TV, 1 episodio (2012)
- Cattivissimo me 2 (Despicable Me 2), regia di Pierre Coffin e Chris Renaud (2013)
- Minions, regia di Pierre Coffin e Kyle Balda (2015)
- Pets - Vita da animali, regia di Chris Renaud (2016)
- Cattivissimo me 3 (Despicable Me 3), regia di Pierre Coffin (2017)
- Minions 2 - Come Gru diventa cattivissimo (Minions: The rise of Gru), regia di Kyle Balda (2022)
- Cattivissimo me 4 (Despicable Me 4), regia di Chris Renaud (2024)

## Doppiatori italiani
Nelle versioni in italiano delle opere in cui ha recitato, Steve Coogan è stato doppiato da:
- Angelo Maggi in Quel che sapeva Maisie, Philomena, The Dinner, L'unica, Stanlio & Ollio, Il professore e il pazzo, The Lost King
- Marco Mete in I poliziotti di riserva, L'eccezione alla regola, A Modern Family
- Fabrizio Manfredi in Il vento nei salici, Happy Endings
- Gianluca Tusco in Hot Fuzz, Mindhorn
- Roberto Draghetti in Las Vegas - Terapia per due, Ruby Sparks
- Teo Bellia in Pastori e macellai, Joker: Folie à Deux
- Claudio Moneta in 24 Hour Party People, Happyish
- Marco Balzarotti in Greed - Fame di soldi, The Sandman
- Mino Caprio in La chiave magica
- Loris Loddi in Amori e vendette
- Mauro Gravina in Un'insolita missione
- Francesco Prando in Coffee and Cigarettes
- Riccardo Rossi in Il giro del mondo in 80 giorni
- Tony Sansone in The Alibi
- Luca Ward in Marie Antoinette
- Paolo Buglioni in Una notte al museo
- Sergio Lucchetti in Tropic Thunder
- Massimo Corvo in Una notte al museo 2 - La fuga
- Paolo Marchese in Percy Jackson e gli dei dell'Olimpo - Il ladro di fulmini
- Saverio Indrio in Quell'idiota di nostro fratello
- Ricky Memphis in Notte al museo - Il segreto del faraone
- Paolo Maria Scalondro in Holmes & Watson - 2 de menti al servizio della regina

Da doppiatore è sostituito da:
- Carlo Cosolo in Cattivissimo me 2, Cattivissimo me 3 (Silas Caprachiappa), Minions 2 - Come Gru diventa cattivissimo, Cattivissimo me 4
- Massimo Lodolo in Robbie la renna: Zoccoli di fuoco, Robbie la renna: La leggenda della tribù perduta
- Ralph Palka in Cattivissimo me 3 (Fritz), Minions (Professor Flux)
- Roberto Draghetti in Ella Enchanted - Il magico mondo di Ella
- Mario Brusa in Non sono un animale
- Paolo Buglioni in Minions (Guardia della Corona)
- Paolo Macedonio in Pets - Vita da animali